# Gunthorpe (Rutland)
Gunthorpe – osada w Anglii, w hrabstwie Rutland. Leży 4 km na południe od miasta Oakham i 133 km na północ od Londynu. W 2001 miejscowość liczyła 19 mieszkańców.